# Konstantin Bazeljuk
Konstantin Sergeevič Bazeljuk (in russo Константин Сергеевич Базелюк?; traslitterazione anglosassone: Konstantin Sergeyevich Bazelyuk; Vitjazevo, 12 aprile 1993) è un calciatore russo, attaccante svincolato.

## Carriera

### Nazionale
Ha realizzato 5 gol nelle prime 3 partite di qualificazione al campionato europeo Under-21 del 2015.